# 화순 쌍봉사 목조지장보살삼존상 및 시왕상 일괄
화순 쌍봉사 목조지장보살삼존상 및 시왕상 일괄(和順 雙峰寺 木造地藏菩薩三尊像 및 十王像一括)은 대한민국 전라남도 화순군 이양면 쌍봉사에 있는 조선시대의 보살상이다. 2011년 11월 1일 대한민국의 보물 제1726호로 지정되었다.

## 개요
화순 쌍봉사 지장보살삼존상 및 시왕상 일괄 상에서 발견된 조성발원문과 「綾州地獅子山雙峰寺諸殿記文輯錄」과 「雙峰寺事蹟記」등을 통해 이 상은 1667년경 雲惠를 비롯한 그의 일파 조각승들이 참여하여 제작한 불상임을 알 수 있다. 작품의 경향은 조선후기 17세기 중·후반 전라도 일대에서 크게 활약했던 조각승 운혜의 조각 경향을 잘 간직하고 있고,더불어 과거에 시문된 고색 찬연한 채색문양이 잘 보존되어 있다. 곧 이 시왕상과 권속상들은 회화와 조각이 잘 어우러진 불상으로 조선후기 채색불상 연구에도 귀중한 자료를 제공할 것으로 기대된다.
조각승 운혜는 17세기 전반을 활약했던 守衍-靈哲의 계보를 잇는 조각승으로 그의 조각 경향은 敬林으로 이어지고 있다. 그는 특히 입체적이고 건장하면서도 중량감 넘치는 선 굵은 조각 경향을 선호하였는데,쌍봉사 지장시왕상에서도 이러한 조각 경향이 잘 나타나고 있다.특히 이 지장보살상에서 발견된 조성기를 통해 이 상은 1667년경에 조성된 것이 확실하므로 아직 제작연대가 밝혀지지 않은 해남 대흥사 지장시왕상, 강진 백련사 지장시왕상,해남 미황사 지장시왕상,순천 동화사 지장시왕상,순천 정혜사 지장시왕상 등 운혜파의 조각으로 추정되는 조각상들의 조성연대 추정에 실마리를 제공하는 귀중한 자료로 판단되고, 더불어 이 중에서 冥界彫刻이라는 종교적 엄숙성과 17세기 불교 조각계가 추구한 대중적 평담성을 가장 적절하게 표현한 작품으로 평가된다.
화순 쌍봉사 지장보살삼존상 및 시왕상 일괄은 17세기 중·후반경 활발한 조각활동을 펼친 조각승 운혜의 불상양식 연구와 운혜파 조각승의 조각활동과 경향을 시기별로 파악할 수 있는 중요한 자료이다.

## 같이 보기
- 쌍봉사

## 참고 자료
- 화순 쌍봉사 목조지장보살삼존상 및 시왕상 일괄 - 국가유산청 국가유산포털